# Mateusz Wardecki
Mateusz Wardecki (ur. 24 października 1988) – polski hokeista.

## Kariera klubowa
- Legia Warszawa (2005-2013)
- Unia Oświęcim (2013)
- Polonia Bytom (2013-2014)
- Legia Warszawa (2014-2015)

Wychowanek klubu Mazowsze Warszawa. Wieloletni zawodnik Legii Warszawa. Od reaktywacji klubu w 2005 do 2012 rozegrał w barwach zespołu 230 (najwięcej ze wszystkich hokeistów). W I-ligowych sezonach klubu 2011/2012 i 2012/2013 pełnił funkcję kapitana drużyny. Od połowy roku do listopada 2013 zawodnik Unii Oświęcim, a od końca tego miesiąca w Polonii Bytom. W obu klubach występował w sezonie 2013/2014 Polskiej Hokej Ligi. Od 2014 ponownie zawodnik Legii.